# Constructions mécaniques du Béarn
Pour les articles homonymes, voir Béarn (homonymie).
La Société des constructions mécaniques du Béarn était une entreprise française de moteur d'avion fondée en 1938.

## Production

### Moteurs à piston[2]
- Béarn 12A :
  - Initialement conçu pour la Coupe Deutsch de la Meurthe 1939 (annulée)
- Béarn 12B :
  - Morane-Saulnier MS.471 (projet)
- Béarn 6B :
  - Bloch MB.800 P3 (jamais livrés)
- Béarn 6C : 
  - SFCA Lignel 16
- Béarn 6D : 
  - Dewoitine HD.731
  - SCAN 20
  - Bloch MB.800 P (renommé SNCASO SO.80)
  - Dassault MB 303[3]
- Béarn 6D-07 : 
  - Nord 2101 Norazur (prototype)
  - SNCASE SE.700
  - SNCASO SO.90 Corse (prototype)